# Rossz Csillag Alatt Született
Albums de Venetian Snares
Winnipeg is a Frozen Shithole
(2005) Meathole
(2005)
Rossz Csillag Alatt Született est un album studio de breakcore, commercialisé le 22 août 2005, composé par Venetian Snares au label discographique Planet Mu. Inspiré de la première journée d'Aaron Funk en Hongrie, le titre de l'album et toutes ses pistes sont en hongrois ; Rossz Csillag Alatt Született signifie littéralement « Né sous une mauvaise étoile ». L'album mélange éléments de nouvelle musique et de breakbeat. L'album est bien, voire très bien, accueilli par la presse spécialisée. Tiny Mix Tapes le classe d'ailleurs à la 31e de ses 100 albums préférés entre 2000 et 2009.

## Développement
Le concept Rossz Csillag Alatt Született s'inspire de la première journée d'Aaron Funk (alias Venetian Snares) en Hongrie. Il s'imagine alors dans la peau d'un pigeon survolant le Királyi Palota (palais royal) de Budapest. Rossz Csillag Alatt Született signifie littéralement « Né sous une mauvaise étoile »,
Sa troisième chanson, Öngyilkos Vasárnap est une reprise de la chanson Szomorú Vasárnap du compositeur hongrois Rezső Seress, considérée comme la chanson suicidaire hongroise. Selon une légende urbaine, la chanson de Seress aurait poussé de nombreuses personnes au suicide, dont sa fiancée. La chanson est supposément bannie en Hongrie, ; la voix de Billie Holiday y est également incluse. L'album reprend également des nombreux autres échantillons sonores (samples) dans ses titres. Le premier mouvement musical de Béla Bartók est reprise dans la seconde chanson de l'album,.

## Liste des pistes
Format CD
| No  | Titre                                                  | Durée |
| --- | ------------------------------------------------------ | ----- |
| 1.  | Sikertelenség (lit. Échec)                             | 0:41  |
| 2.  | Szerencsétlen (lit. Malchanceux)                       | 4:55  |
| 3.  | Öngyilkos Vasárnap (lit. Dimanche Suicidaire)          | 3:26  |
| 4.  | Felbomlasztott Mentőkocsi (lit. Ambulance Désintégrée) | 3:44  |
| 5.  | Hajnal (mot féminin, lit. À l'aube)                    | 7:46  |
| 6.  | Galamb Egyedül (lit. Pigeon, Seul)                     | 1:36  |
| 7.  | Második Galamb (lit. Second Pigeon)                    | 6:01  |
| 8.  | Szamár Madár (lit. Oiseau Idiot)                       | 5:49  |
| 9.  | Hiszékeny (lit. Crédule)                               | 1:39  |
| 10. | Kétsarkú Mozgalom (lit. Mouvement Bipolaire)           | 8:50  |
| 11. | Senki Dala (lit. La chanson de Personne)               | 2:16  |

## Accueil
L'album est généralement très bien accueilli par la presse spécialisée. Tiny Mix Tapes classe l'album à la 31e de ses 100 albums préférés entre 2000 et 2009. Alan Ranta, du même site, attribue à Rossz Csillag Alatt Született une note générale de 5 sur 5. Sur Sputnikmusic, Nick Greer attribue une note de 4,5 sur 5 à l'album notant que « curieusement, en réduisant ses objectifs et les tons, Funk a réussi à faire de cet album la meilleure réalisation artistique comparé à ses autres albums, ce qui rend cet album beaucoup plus attrayant. » Sur Pitchfork, il reçoit la note de 7,5 sur 10.
Sur AllMusic, William Tilland attribue une note de 4 étoiles sur 5. Sur BBC, il est accueilli avec 4 points sur 5 : « Ce sont des “chansons d'amour et de deuil” explique Venetian Snares concernant son album principalement influencé de la culture hongroise (le titre signifie “né sous une mauvaise étoile”). Mais là où ce génie du drill’n’bass se sent le plus concerné, vous savez que ça ne tient ni de l'amour ordinaire, ni du deuil ordinaire. Au début Snares, alias Aaron Funk originaire de Winnipeg, vous emmène dans un mélange incroyable d'éléments orchestraux et de breakbeat sous adrénaline. Mais ce n'est rien comparé à ces intenses sensations de perte, de colère, de désespoir et de chagrin que Snares transfère à l'auditeur. Véritablement incroyable. »